# فرودگاه بولفراگ بیسن
فرودگاه بولفراگ بیسن (به انگلیسی: Bullfrog Basin Airport) یک فرودگاه همگانی بهره‌برداری هوایی با کد یاتا BFG است که یک باند فرود آسفالت دارد و طول باند آن ۱۰۶۷ متر است. این فرودگاه در کشور ایالات متحده آمریکا قرار دارد و در ارتفاع ۱۲۷۰ متری از سطح دریا واقع شده‌است.